# Iuticosaurus
Iuticosaurus (лат.) — род динозавров-завропод, окаменелые остатки которого были обнаружены в отложениях раннего мелового периода острова Уайт (Великобритания). Было описано два вида: I. valdensis и I. lydekkeri. I. valdensis был обнаружен в формации Уэссекс (Wessex en:Wessex Formation), а I. lydekkeri — в более молодой формации Верхний Гринсэнд (Upper Greensand).

## История изучения и таксономия
В 1887 году Ричард Лидеккер описал два хвостовых позвонка завроподов, найденных Уильямом Фоксом в заливе Брук на острове Уайт, BMNH R146a и BMNH 151, и отнёс их к роду Ornithopsis, несмотря на их сходство с позвонками титанозавра, поскольку хвост Ornithopsis был неизвестен.
После публикации статьи в издании Лондонского геологического общества Лидеккер подвергся критике со стороны Гарри Говира Сили и Джона Халка (John Hulke) за предложенное определение, и в 1888 году Лидеккер назвал окаменелости как Titanosaurus sp. a и Titanosaurus sp.
В 1929 году Фридрих фон Хюне дал обоим таксонам полноценные видовые названия. Первым стал Titanosaurus valdensis (видовое название относится к Уилдену), вторым — Titanosaurus lydekkeri (видовое название в честь Ричарда Лидеккера).
В 1993 году Жан Ле Лофф заново описал этот материал и выделил отдельный род Iuticosaurus. Родовое название отсылает к ютам, которые заселили остров в V веке и основали династию ютов в VI веке. Ле Лофф сделал Iuticosaurus valdensis типовым видом и выбрал BMNH 151 в качестве лектотипа. Другой позвонок, BMNH R 1886, также был отнесён им к этому виду. Второй вид, описанный им — Iuticosaurus lydekkeri.

## Описание
Iuticosaurus, вероятно, был схож с титанозавром. Его длина составляла от 15 до 20 м.

## Классификация
Оба вида Iuticosaurus известны по очень фрагментарному материалу, из-за чего их невозможно отличить от других титанозавров, и поэтому они рассмариваются как nomina dubia. Тем не менее, это, вероятно, был титанозавр.